# کتاب جامعه

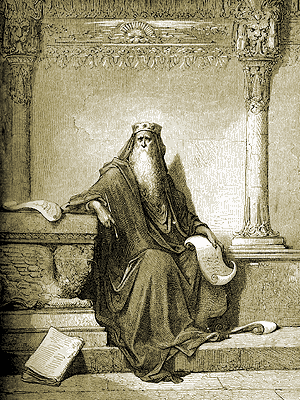
کتاب جامعه

کتاب جامعه بن داود (در عبری: מגילת קהלת کوهِلِت) نام یکی از بخش‌های عهد عتیق کتاب مقدس است. به نظر می‌رسد در طول زمان، توسط نویسندگان دیگری، چیزهایی بر متن اصلی افزوده شده باشد. کتاب خود زندگینامه‌ای است از زبان پادشاه اورشلیم (سلیمان پسر داوود) که دریافته است قسمت اعظم زندگی اش باطل بوده‌است.
کتاب جامعه به‌طور مستقیم نویسنده آن را شناسایی نمی‌کند. آیات زیادی وجود دارد که نشان می‌دهد سلیمان (زندگی بین سال‌های ۹۷۰ تا ۹۳۱ قبل از میلاد) این کتاب را نوشته‌است. سرنخ‌هایی در این زمینه وجود دارد که ممکن است نشان دهد شخص دیگری پس از مرگ سلیمان کتاب را نوشته‌است، احتمالاً چند صد سال بعد. با این حال، باور متعارف این است که نویسنده در واقع سلیمان است.

## بررسی اجمالی
کتاب جامعه با یک تعجب شگفت‌انگیز شروع می‌شود:
«بی‌معنی! بی‌معنی!

معلم می‌گوید.

کاملاً بی‌معنی!

همه چیز بی‌معنی است» (جامعه ۱: ۲). در ترجمه‌های دیگر به جای کلمه بی‌معنی کلمه بیهودگی یا بیهودگی وجود دارد.
نکته همین است: سلیمان در سنین پیری همه چیز این دنیا را خالی و بی‌معنا یافته‌است. این نوحه، مضمون کل کتاب می‌شود. گفتن اینکه همه چیز بی‌معنی است، مایوس‌کننده به نظر می‌رسد. این متن در جامعه ۱:۱۴ یافت می‌شود: «تمام کارهایی را که در زیر آفتاب انجام می‌شود، دیده‌ام. همه آنها بی‌معنی هستند.» عبارت کلیدی زیر آفتاب است که در سراسر کتاب تکرار شده‌است. سلیمان دیدگاهی محدود به زمین دارد. او فقط زندگی «زیر خورشید» را در نظر می‌گیرد؛ یعنی یک زندگی بشری که بدون توجه به خدا زندگی می‌کرد. از این منظر بی خدا، همه چیز در واقع «بی معنی» است. در کتاب جامعه، سلیمان از ده چیز بیهوده بحث می‌کند - ده چیز که وقتی از نقطه نظر محدود «زیر خورشید» در نظر گرفته شود «بی معنا» است.
1. بدون خدا، خرد انسان بی‌معنی است (۲: ۱۴–۱۶)
2. کار (۲:۱۸–۲۳)؛
3. انباشتن چیزها (۲:۲۶);
4. خود زندگی (۳:۱۸–۲۲)؛
5. رقابت (۴:۴);
6. کار بیش از حد خودخواهانه (۴:۷–۸)؛
7. قدرت و اقتدار (۴:۱۶);
8. حرص و آز (۵:۱۰);
9. ثروت و افتخارها (۶:۱–۲)؛
10. دین آشکار (۸: ۱۰–۱۴).

وقتی سلیمان می‌گوید: «همه چیز بی معنی است»، منظور او این نبود که همه چیز در جهان ارزش صفر دارد. بلکه منظور او این است که تمام تلاش‌های انسان غیر از اراده خداوند بی معناست. سلیمان همه چیز را داشت و همه چیز را امتحان کرده بود، اما وقتی خدا را از معادله کنار گذاشت، چیزی او را راضی نکرد. سلیمان بیان می‌کند که در زندگی هدفی وجود دارد که در شناخت خدا و عمل به دستورهای او یافت می‌شود. به همین دلیل است که سلیمان کتاب خود را اینگونه پایان می‌دهد: «اکنون همه شنیده شده‌است. در اینجا نتیجه کار این است: از خدا بترسید و احکام او را نگاه دارید، زیرا این وظیفه همه بشریت است.» (جامعه 12:13).

### کتابشناسی
- کتاب مقدس عهد عتیق و عهد جدید، ترجمه فاضل خان همدانی، ویلیام گلن، هنری مرتن، تهران: اساطیر، ۱۳۷۹، شابک ‎۹۶۴−۳۳۱−۰۶۸-X
- یاردون سیز (۱۳۸۰)، دانشنامه کتاب مقدس، ترجمهٔ بهرام محمدیان، تهران: روز نو، ص. ۱۹۱۲
- جیمز هاکس (۱۳۷۵)، قاموس کتاب مقدس، ترجمهٔ عبدالله شیبانی، تهران: اساطیر، ص. ۱۱۴